# Anton Schäfer (Rechtsanwalt)

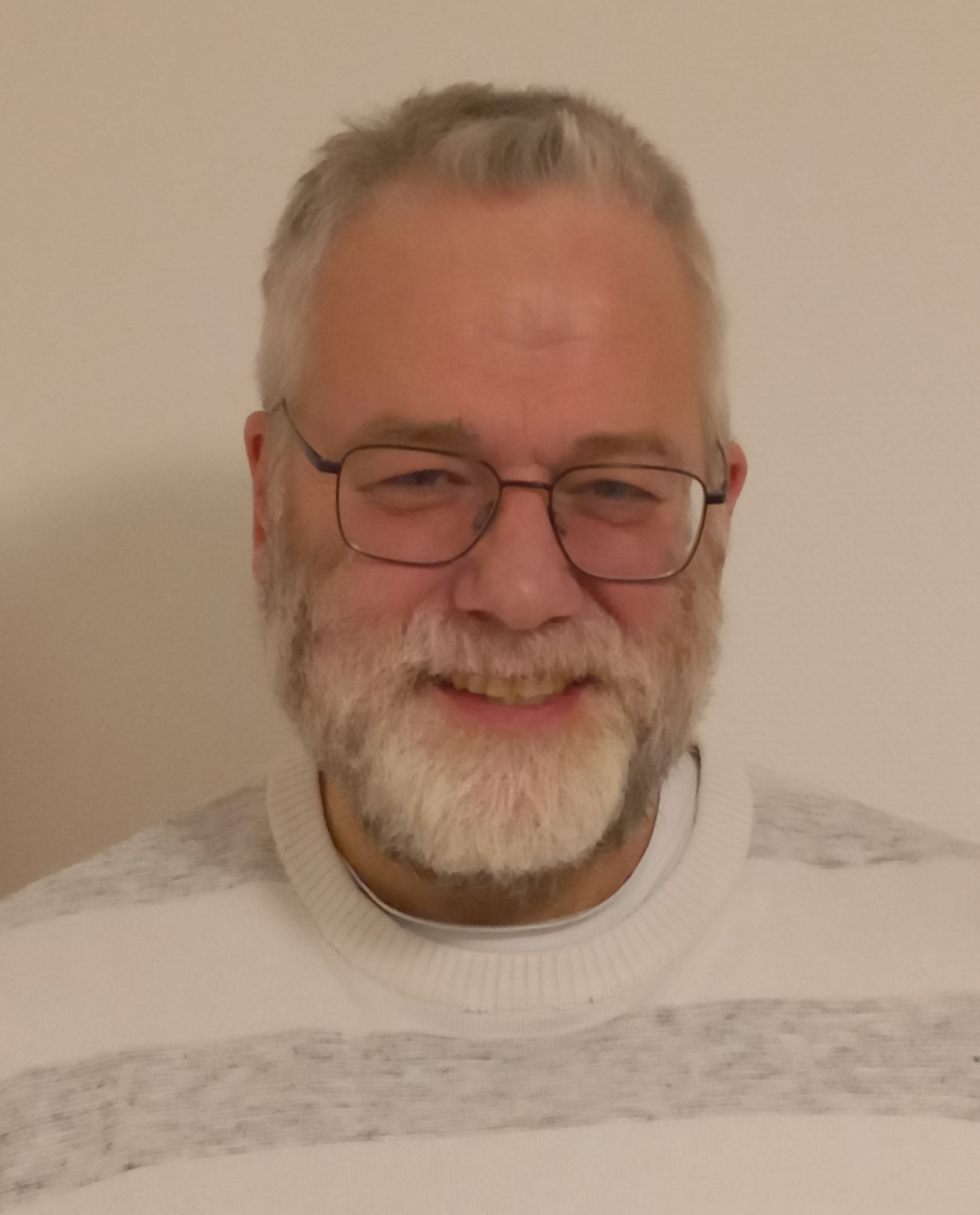
Anton Schäfer (2024)

Anton Schäfer (* 31. August 1965 in Hohenems; Pseudonym: Antonius Opilio) ist ein in Liechtenstein zugelassener Rechtsanwalt und in Österreich berufener Gerichtssachverständiger. Fachlicher Schwerpunkt seiner Tätigkeit als Rechtsanwalt ist das Wirtschaftsrecht. Als Sachverständiger ist er in den Bereichen Elektrotechnik (inkl. Photovoltaik) und Beleuchtungstechnik tätig.
Er ist Autor mehrerer Fachpublikationen zum europäischen und liechtensteinischen Recht und seit Anfang 2021 Mit-Herausgeber und Chefredakteur der Zeitschrift Europastimme.

## Biografie
Anton Schäfer wuchs als drittes von fünf Kindern von Anton Josef und Elsa Maria Schäfer (geborene Gächter) in Dornbirn auf. Schäfer ist verheiratet und hat einen Sohn und eine Tochter. Seit 2020 ist er in Pension.

### Ausbildung
Schäfer besuchte die Volks- und Hauptschule in Dornbirn. Er absolvierte 1980 bis 1984 eine Lehre zum Elektrotechniker (Schwerpunkt Schaltschrankbau). Schäfer studierte von 1995 bis 2002 berufsbegleitend an der Universität Innsbruck und promovierte dort 2002 zum Dr. iur. („summa cum laude“). Den Masterstudiengang in Europarecht (Schloss Hofen) von 2002 bis 2004 schloss er mit dem „Master of Laws“ (LL.M.) ab. 2005 bis 2007 studierte er Liechtensteinisches Gesellschaftsrecht an der Universität Liechtenstein.
Schäfer ist auch Sprengbefugter und berechtigt z. B. zu Abbruchsprengungen, Lawinensprengungen (auch vom Hubschrauber), Metallsprengungen etc. und Pyrotechniker für alle Klassen.

### Tätigkeit
Seit 2004 bis zur Einstellung des Portals (Magazins) war er als Journalist und Redakteur bei Europa-Digital.de. Seit 2021 ist er Herausgeber der Zeitschrift Europastimme (ab dem 60. Jahrgang). Er ist seit 2006 Obmann der EuropaUnion Vorarlberg (EU-V) und engagiert sich für die Europäische Einigung. Als ehrenamtlicher Rechtsberater für die Mitglieder des Pensionistenverbandes in Vorarlberg, Kolpingwerk in Feldkirch, Naturfreunde, ist er seit 2010 tätig. Seit 2015 auch der Plattform Armutsmigration in Vorarlberg, seit 2023 auch für die Volkshilfe Vorarlberg und seit 2024 für die Bürgerliste ANDRS. 1991 bis 2003 war er Funktionär in verschiedenen Fachgruppen der österreichischen Wirtschaftskammer (Wirtschaftskammer Vorarlberg).
Seit Juli 2009 schreibt und fotografiert er für Wikipedia.

### Volkshilfe
Seit 24. Oktober 2019 ist er im Vorstand der Vorarlberger Volkshilfe und seit dem 17. März 2023 der Präsident der Volkshilfe Vorarlberg (ehrenamtlich tätig). Im Mai 2023 wurde er in den Bundesvorstand der Volkshilfe Österreich gewählt. Er setzt sich vor allem für die Abschaffung der Armut und effektive Hilfe ein.

### Mitgliedschaften
Schäfer ist unter anderem Mitglied der Liechtensteinischen Rechtsanwaltskammer (LIRAK) und des Hauptverband der allgemein beeideten und gerichtlich zertifizierten Sachverständigen, des Kuratoriums für Elektrotechnik (KFE), des Österreichischen Normungsinstituts (Austrian Standards International – ASI).

## Auszeichnung
- 2017: Mérite Européen[29] für das Engagement Schäfers im Rahmen der Europäischen Integration und Verständigung.
- Mai 2024: Europäer des Monats (Europe-Direct-Netzwerk Österreich)[30]

## Menschenrechtsverteidigung
Seit 2015 setzt sich Schäfer auch verstärkt als Menschenrechtsverteidiger (MRV) für benachteiligte Gruppen und die Einhaltung der Menschen-, Bürger-Grund- und Freiheitsrechte in Österreich ein.

### Disziplinarstrafe
Am 22. September 2020 wurde Schäfer vom Disziplinarrat der Vorarlberger Rechtsanwaltskammer wegen Überschreitung der Dienstleistungsfreiheit aus dem AEUV bestraft. Mit Disziplinarerkenntnis des Liechtensteinischen Obergerichtes vom 26. Juni 2025 wurde ihm untersagt, zu schreiben oder bekannt zu geben, dass dies im Zusammenhang mit seinen Engagements in zumindest 156 Fällen (es waren tatsächlich über 400) gewesen sei, in denen er kostenlos arme Menschen vor Verwaltungsbehörden und Gerichten in Vorarlberg vertreten habe. Schäfer war maßgeblich an der höchstgerichtlichen Aufhebung mehrerer „Bettelverbote“ in Vorarlberg beteiligt, die jedoch nicht in allen Fällen gelang. Die schriftliche Entscheidung (Erkenntnis D 3/17) der Disziplinarbehörde der Vorarlberger Rechtsanwaltskammer wurde ihm am 24. Dezember 2020 ausgehändigt. Er habe durch dieses ehrenamtliche und kostenlose Engagement für arme Menschen in Vorarlberg als in Liechtenstein zugelassener Rechtsanwalt dadurch eine Berufspflichtverletzung und Beeinträchtigung von Ehre und Ansehen des Standes der Rechtsanwälte begangen, in dem er die Grenzen der Dienstleistungsfreiheit aus dem Vertrag über die Arbeitsweise der Europäischen Union (AEUV) überschritten habe. Zwischen dem EU-Mitgliedstaat Österreich und dem Nicht-EU-Mitgliedstaat Liechtenstein gilt das Abkommen über den Europäischen Wirtschaftsraum, nicht jedoch der nur zwischen EU-Mitgliedstaaten geltende AEUV.

### Anzeige
2016 hat Schäfer als Rechtsvertreter einer Unionsbürgerin eine Sachverhaltsdarstellung gegen zwei nicht namentlich genannte Organe der Sicherheitswache in Dornbirn an die Staatsanwaltschaft in Feldkirch erstattet, wegen einer unter Umständen vorliegenden Überschreitung der Kompetenzen als auch wegen Gefährdung der körperlichen Sicherheit seiner Mandantin durch diese Polizeiorgane. Es war am 1. November 2016 zu einer rechtswidrigen Verhaftung dieser älteren Frau gekommen. Der Verwaltungsgerichtshof in Wien hat sodann auch festgestellt, dass sowohl die Verhaftung durch die Stadtpolizei Dornbirn als auch die Anordnung der Abschiebung der Frau durch das Bundesamt für Fremdenwesen und Asyl rechtswidrig gewesen sind.
Gegen die handelnden Beamten der Sicherheitswache von Dornbirn wurde von der Staatsanwaltschaft Feldkirch das Verfahren eingestellt. Gegen die rechtswidrig handelnden Mitarbeiter des Bundesamtes für Fremdenwesen und Asyl wurden nach derzeitiger Kenntnis keinerlei Verfahren eröffnet.
Von der Staatsanwaltschaft in Feldkirch wurden in dieser Sache der übersendeten Sachverhaltsdarstellung bzgl. Verhaltens dieser zwei Mitarbeiter der Sicherheitswache in Dornbirn jedoch sodann über rund sechs Monate Ermittlungen gegen Rechtsanwalt Schäfer wegen Verleumdung geführt. Dieser Ermittlungen wurden dann im März 2018 eingestellt.

### Romane Thana
In der Ausstellung „Romane Thana“ im Vorarlberg museum 2017 wurde ein Videobeitrag von Schäfer eingebunden, wie ungerecht, und dass bettelnde Menschen in Vorarlberg unverhältnismäßig hoch und oft bestraft werden.

## Politische Betätigung
Schäfer ist seit 2009 SPÖ-Mitglied und war in der SPÖ-Stadtparteifraktion bis 2015 tätig. Am 1. August 2024 gab Schäfer bekannt, dass er als unabhängiger Kandidat und SPÖ-Mitglied mit der offenen Wahlliste ANDRS, mit dem Spitzenkandidaten Bernhard Amann, zur Landtagswahl in Vorarlberg am 13. Oktober 2024 antreten werde.

## Trivia
Mit März 2022 wurde Schäfer vom Präsidium des Deutschen Freundes- und Förderkreises Mérite Européen beauftragt, zukünftig als einzig für Österreich zuständiger Vertrauenspartner und Verantwortlicher für die Auszeichnung Mérite Européen geeignete „europäische Österreicher und Österreicherinnen“ für den Mérite Européen in Gold, Silber oder Bronze und für das Diplome d'Honneur vorzuschlagen und auszuwählen, die dann vom Deutschen Freundes- und Förderkreis bei der Stiftung Mérite Européen in Luxemburg zur Ehrung eingereicht werden.
In der Serie Wildbach spielte Schäfer 1996 einen Mitarbeiter in einem Bungee-Unternehmen.

## Schriften
Schäfer publiziert unter eigenem Namen und unter dem Pseudonym (Traduktionym) „Antonius Opilio“. Der Großteil der Werke werden nach einiger Zeit für die Allgemeinheit kostenlos zugänglich als elektronische Ausgabe freigegeben.

### Sachbücher
- Anton Schäfer und andere: Chronik der Feldkircher Hütte. 1. Auflage. Edition Europa Verlag, Dornbirn 2022, ISBN 978-3-901924-30-9 (Erstausgabe:  2022).
- Anton Schäfer: Wertverminderung von Gebrauchsgegenständen: ein Leitfaden für Juristen und Sachverständige. 1. Auflage. LexisNexis, Wien 2012, ISBN 978-3-7007-5266-0.
- Antonius Opilio: Arbeitskommentar zum liechtensteinischen Sachenrecht. 1. Auflage. Edition Europa Verlag, Dornbirn (2009/2010 (drei Bände); ISBN 978-3-901924-23-1, ISBN 978-3-901924-25-5, ISBN 978-3-901924-28-6).
- Anton Schäfer: Abkürzungen, Begriffe, Zitiervorschläge (Akronyme – internationale Einführung und umfangreiche Abkürzungssammlung). 1. Auflage. Verlag Österreich, Wien 2008, ISBN 978-3-7046-5112-9.
- Antonius Opilio: Vertrag über die Europäische Union und der Vertrag zur Gründung der Europäischen Gemeinschaft und über die Arbeitsweise der Europäischen Union in einer synoptischen Gegenüberstellung des Standes dieser Verträge bis 1992, ab 1992, 1997 und 2001 und des Vertrages von Lissabon 2007. 2. Auflage. Edition Europa Verlag, Dornbirn 2008, ISBN 978-3-901924-27-9.
- Anton Schäfer: Die Anstalten öffentlichen Rechts in Liechtenstein. 1. Auflage. Edition Europa Verlag, Dornbirn 2007, ISBN 978-3-901924-26-2.
- Antonius Opilio: Passepartout für Rechtwisser - Wegleitung durch das liechtensteinische Zivilprozessrecht. 1. Auflage. Edition Europa Verlag, Dornbirn 2006, ISBN 978-3-901924-24-8.
- Antonius Opilio: Europäisches Energie-Recht. 1. Auflage. Edition Europa Verlag, Dornbirn 2005, ISBN 978-3-901924-21-7.
- Antonius Opilio: 1000 Fragen und Antworten zum Europarecht - Besonders geeignet für die Prüfungsvorbereitung für Referendare und Studenten. 1. Auflage. Edition Europa Verlag, Dornbirn 2004, ISBN 978-3-901924-20-0.
- Anton Schäfer: Die Verfassungsdebatte in der Europäischen Union. 1. Auflage. Edition Europa Verlag, Dornbirn 2003, ISBN 978-3-901924-04-0.
- Anton Schäfer: Zeittafel der Rechtsgeschichte. 4. Auflage. BSA Verlag, Dornbirn 2002, ISBN 978-3-9500616-8-0.
- Anton Schäfer: Die Verfassungsentwürfe zur Gründung einer Europäischen Union. 1. (Buchausgabe) bzw. 1. elektronische Ausgabe (CD-ROM) Auflage. BSA-Verlag bzw. Edition Europa Verlag, Dornbirn 2001, ISBN 3-9500616-7-3 (verfassungsvertrag.eu – 2006 CD-ROM ISBN 978-3-901924-22-4).
- Anton Schäfer: Handbuch zur Durchführung von Action-Sport-Veranstaltungen - Bungee Jumping / Rocket Bungee / Sky Fly III / Flying Dog / Air Diving III / Devils Fall. 4. Auflage. BSA Verlag, Dornbirn 1998, ISBN 978-3-9500616-3-5.

Anmerkungen:
1. Das Handbuch zur Durchfuehrung von Action-Sport-Veranstaltungen (4 Auflagen) ist bis heute das einzige im deutschsprachigen Raum, welches die detaillierte Durchführung solcher Veranstaltungen zum Inhalt hat.[87][88]
2. Das Liechtensteinisches Sachenrecht (Arbeitskommentar in drei Bänden) ist der erste und bis heute weltweit der einzige umfassende Kommentar zum Liechtensteinischen Sachenrecht.[89]
3. Das Werk: Vertrag über die Europäische Union und der Vertrag zur Gründung der Europäischen Gemeinschaft und über die Arbeitsweise der Europäischen Union in einer synoptischen Gegenüberstellung des Standes dieser Verträge bis 1992, ab 1992, 1997 und 2001 und des Vertrages von Lissabon 2007 ist die erste und einzige synoptische Gegenüberstellung der Verträge der Europäischen Union samt umfangreicher Kommentaren und Querverweisen über 50 Jahre (1957 bis 2007) in deutscher Sprache.[90]
4. aus „Verfassungsentwürfe zur Gründung einer Europäischen Union: Herausragende Dokumente von 1923 bis 2004“ wurden von Karl-Theodor zu Guttenberg (siehe auch: Plagiatsaffäre Guttenberg) plagiiert.[91][92][93]

### Herausgeberschaft
- Carl Joseph Anton Mittermaier: Die Todesstrafe, Untertitel: Nach den Ergebnissen der wissenschaftlichen Forschung, der Fortschritte der Gesetzgebung und der Erfahrung. 1. Auflage. BSA-Verlag, Dornbirn 2003, ISBN 978-3-901924-05-7 (Erstausgabe:  1867).
- Julius von Kirchmann: Die Wertlosigkeit der Jurisprudenz als Wissenschaft, Untertitel:Vortrag vor der juristischen Gesellschaft zu Berlin 1848. 1. Auflage. BSA-Verlag, Dornbirn 1999, ISBN 978-3-9500616-6-6 (Erstausgabe:  1848).